# Garcinia balansae
Garcinia balansae är en tvåhjärtbladig växtart som beskrevs av Jean Baptiste Louis Pierre. Garcinia balansae ingår i släktet Garcinia och familjen Clusiaceae. Inga underarter finns listade i Catalogue of Life.